# Basílica de San Urbano (Troyes)
La basílica de San Urbano de Troyes (en francés: Basilique Saint-Urbain de Troyes), antes iglesia St. Urban (Église Saint-Urbain) es una gran iglesia medieval francesa erigida en la ciudad de Troyes, actual capital del departamento de Aube. Fue una iglesia colegial, dotada en 1262 por el papa Urbano IV y es un notable ejemplo del gótico radiante. La construcción de gran parte del edificio tuvo lugar en el siglo XIII —algunas de las vidrieras están fechadas en ese período— aunque su terminación se prolongó, debido a las guerras y la falta de fondos, y el techo abovedado y la fachada occidental solamente se completaron a finales del siglo XIX y en el XX. La estatuaria incluye grandes ejemplos de la escuela de Troyes del siglo XVI.
Fue objeto de una clasificación al título de monumento histórico de Francia, parte de la primera lista de monumentos históricos del país, la lista de monumentos históricos de 1840, que contaba con 1034 monumentos.
El papa Pablo VI elevó la iglesia a basílica menor en 29 de febrero de 1964.

## Historia

### Orígenes
La construcción del edificio fue iniciada por Jacques Pantaléon (ca. 1195–1264). Hijo de un zapatero de Troyes, había estudiado en la escuela de la catedral durante un corto período de tiempo, y luego se trasladó a París para seguir estudios de Teología en la Sorbona. Tuvo una notable carrera eclesiástica, ocupando los cargos de archidiácono de Laon, de Lieja, embajador ante la Santa Sede, obispo de Verdun y finalmente Patriarca de Jerusalén en 1255. Fue elegido papa en 1261 y adoptó el nombre de Urbano IV.
En mayo de 1262 anunció que iba a construir una basílica en Troyes dedicada a San Urbano, su santo patrón. Para erigir la iglesia eligió el sitio de la tienda de su familia, donde según la tradición había nacido, y adquirió varias de las casas alrededor.

### Construcción

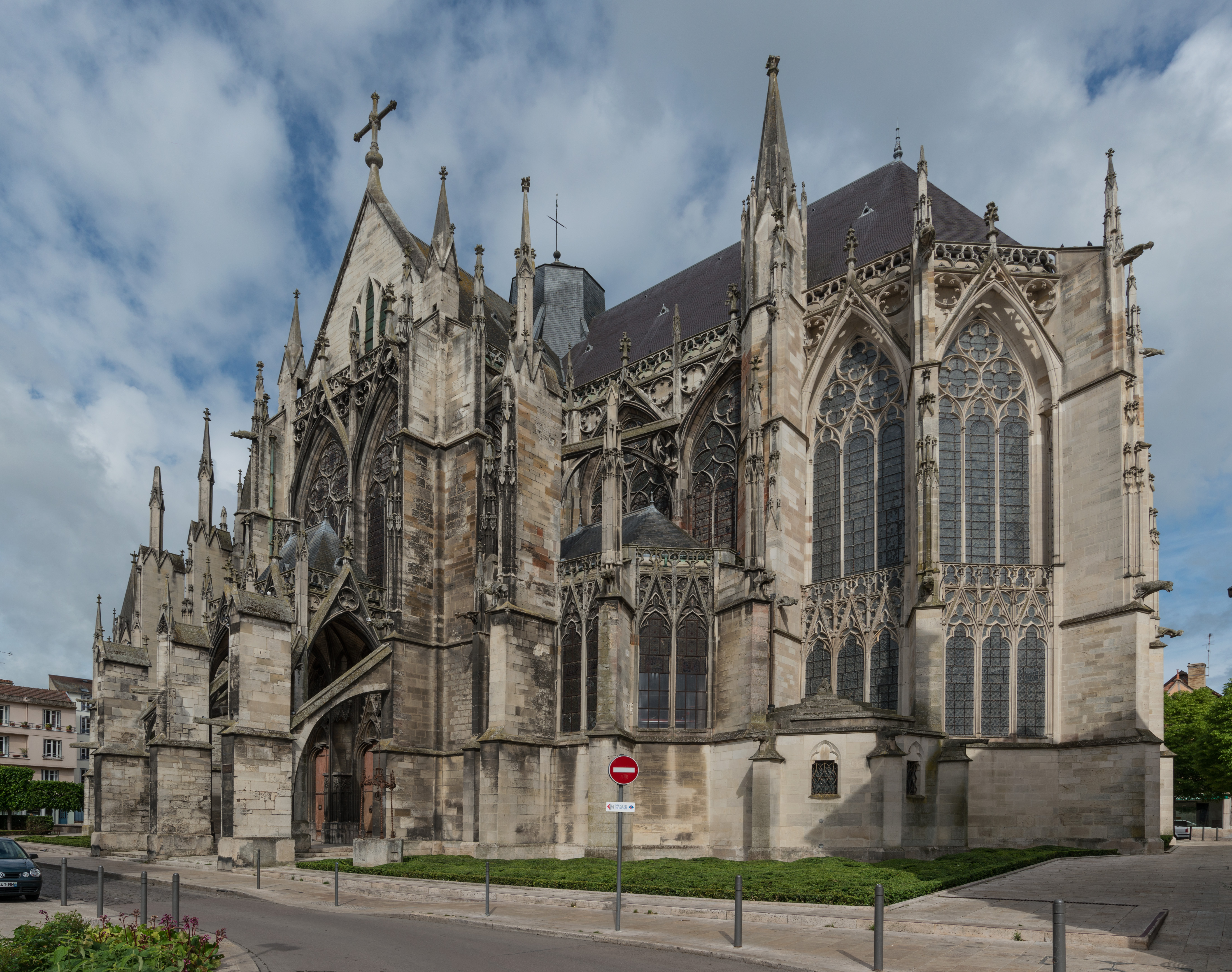
Fachada sureste (2014)

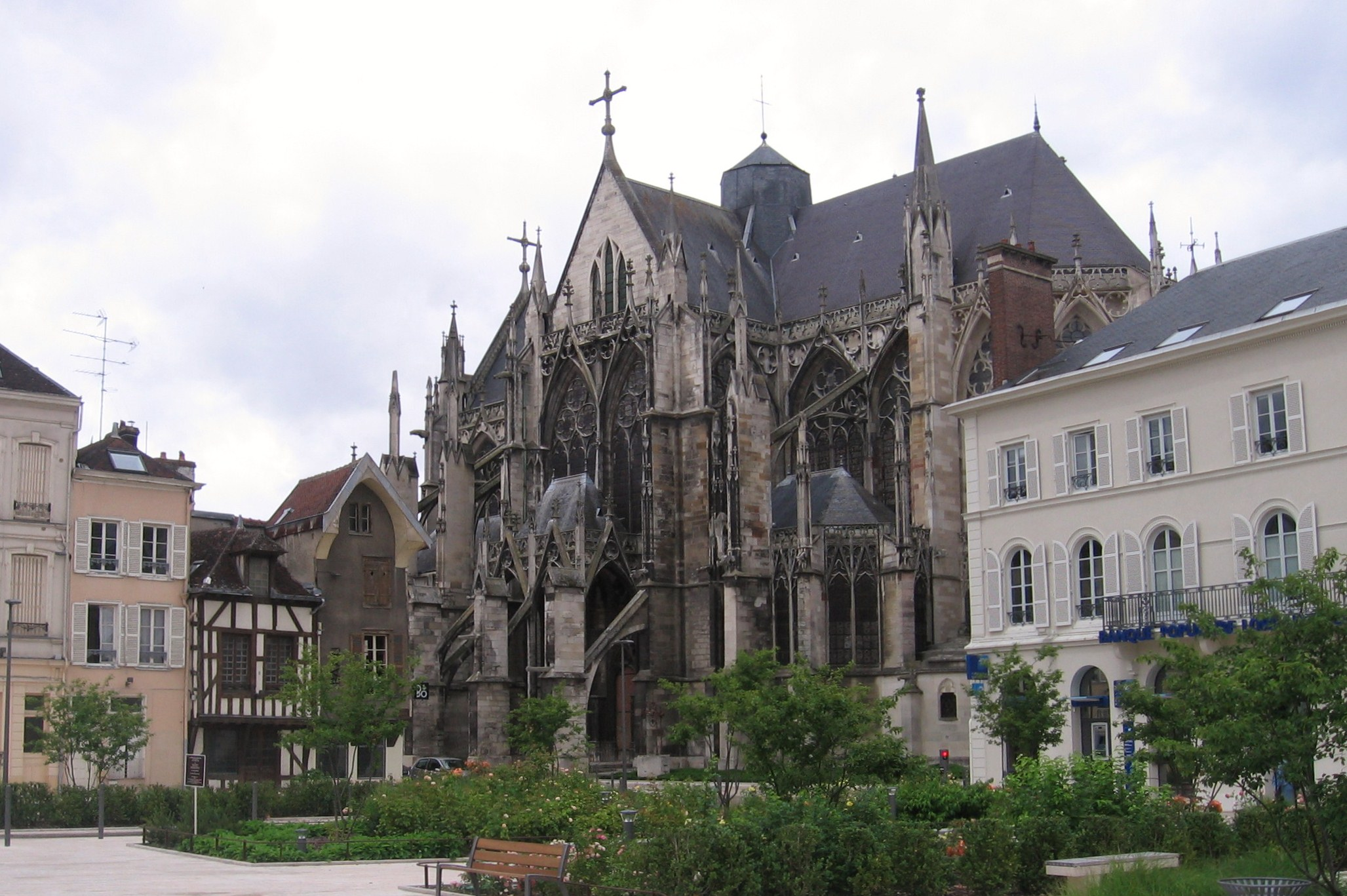
Vista del transepto norte

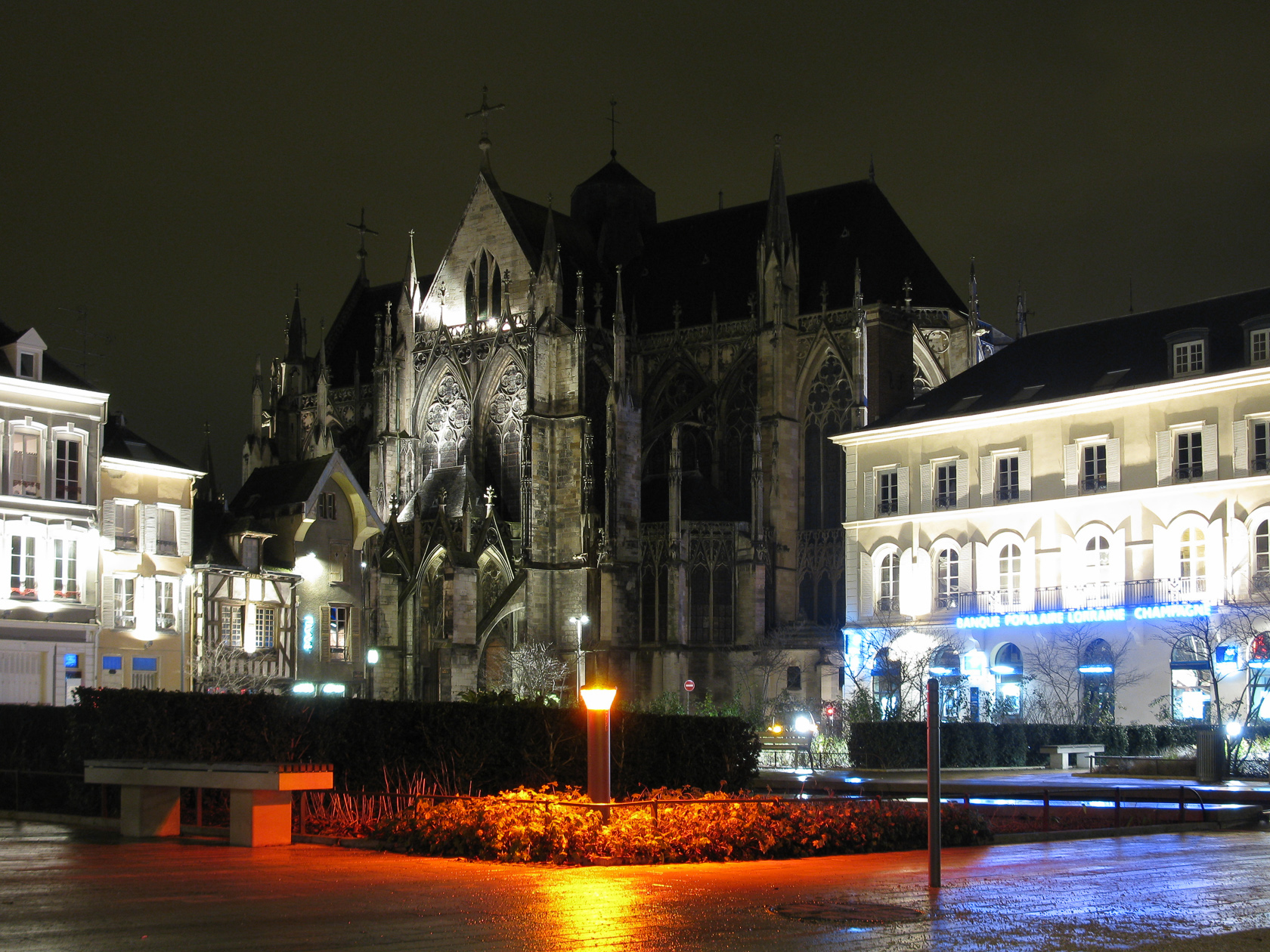
Vista de noche.

El papa destinó importantes recursos financieros a las obras para erigir rápidamente el edificio y puso al frente al arquitecto Jean Langlois. Las obras probablemente comenzaron en 1263. A pesar de que el papa Urbano IV murió al año siguiente su sobrino, el cardenal Ancher, supervisó la continuación de la construcción y la mayor parte de la iglesia se construyó en menos de treinta años, desde 1262 a 1286. Las obras avanzaron desde el lado este hacia el oeste. El coro y el transepto se erigieron rápidamente entre 1264 y 1266. El altar principal fue dedicado en octubre de 1265. A los visitantes a la iglesia el 25 de mayo de 1266, día de la fiesta del santo, se les concedió una indulgencia de un año y cuarenta días.
Los trabajos se interrumpieron durante varios años, entre 1266 y 1269, por la obstrucción de la abadesa Ode de Pougy. La abadía de Notre Dame aux Nonnains tenía un gran poder y privilegios en Troyes y veía una seria amenaza la nueva colegiata que estaría fuera de su jurisdicción y dependería directamente de la Santa Sede. En 1266, cuando ya se había decidido la fecha en que sería consagrada San Urbano, la abadesa envió una cuadrilla para que destruyesen cuanto pudieran: rompieron las puertas, el altar mayor y los capiteles, destrozaron las columnas y robaron las herramientas de los carpinteros y más material de construcción. Los responsables de las obras instalaron nuevas puertas, que también fueron destrozadas poco después. Unos meses más tarde se produjo un incendio que destruyó las partes de madera de las paredes y la cubierta.
Después del incendio, un nuevo arquitecto continuó la construcción a pesar de la oposición de las monjas y de la falta de dinero. En 1268 las monjas pagaron a individuos armados que impidieron que el arzobispo de Tiro y el obispo de Auxerre bendijesen el nuevo cementerio. El 15 de julio de 1268 el papa Clemente IV excomulgó a Oda de Pougy y a sus asociadas. El muro de cierre y el tramo más oriental de la nave se completaron antes de que los trabajos se detuviesen al final del siglo XIII. Se reanudaron las obras a finales del siglo XIV, cuando se añadieron dos tramos más a la nave, y se armó una sencilla carcasa de madera para servir como bóveda sobre la parte inacabada. La iglesia, todavía estaba inacabada, fue consagrada el 1 de julio de 1389.
La sección principal de la iglesia no se terminó hasta el siglo XVI, y la torre no se acabó hasta 1630. El edificio se remató con una aguja de 34 metros de altura, que fue incendiado por un rayo en 1761 y luego demolida por orden del capítulo.

### Declive
Ningún trabajo fue realizado durante muchos años, y la estructura se deterioró. Catorce casas fueron construidas contra las paredes de la iglesia. Durante la Revolución francesa la iglesia fue utilizada como granero y luego como almacén para la distribución de suministros. En 1802 el edificio se convirtió de nuevo en una iglesia parroquial. La pila bautismal proviene de la iglesia de Saint-Jacques-aux-Nonnains. Todos los muebles de la iglesia fueron vendidos durante la Revolución. Pocos años después, la fuente bautismal se encontró en el patio de una casa en Troyes, donde era utilizada como brocal de un pozo.

### Restauración
En 1846 se inició un proyecto para restaurar completamente el edificio. Las casas colindantes fueron demolidas. El arquitecto diocesano Paul Selmersheim (1840–1916) terminó, entre 1877 y 1886, la parte superior de la nave de acuerdo con el plan original. A finales del siglo XX, el ábside y sus ventanas fueron completamente restauradas. Entre 1890 y 1905 se completaron la bóveda superior y los contrafuertes de la nave y se añadió el pórtico de la fachada. El portal, que cubre el lado oeste de la iglesia, fue terminada en 1905.
Urbano IV había sido enterrado en la catedral de Perugia en 1264, a pesar de que había querido ser enterrado en la iglesia de Troyes. Sus restos fueron trasladados a la iglesia en 1935. El papa Pablo VI elevó la iglesia a basílica menor en 29 de febrero de 1964.
Un estudio de un año de duración de la contaminación del aire dentro de la iglesia (2002–2003) mostraron que se producen picos de CO2 durante las misas dominicales, cuando entran grandes volúmenes de aire exterior, mientras que la contaminación por carbono elemental (CE) es causada principalmente por la quema de las vela durante y después de las vísperas confesionales. El efecto sobre las vidrieras aún no se entiende.

## El edificio

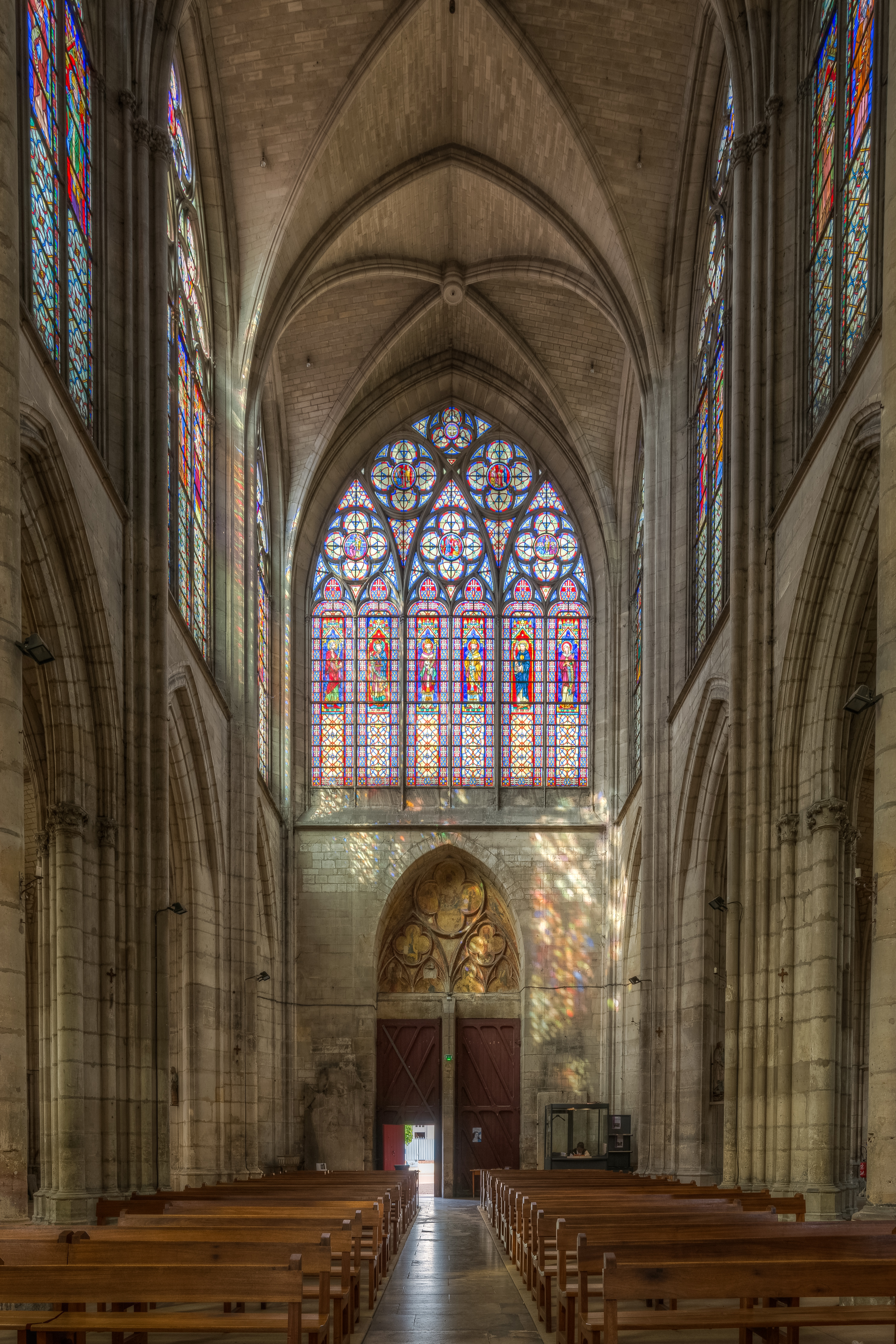
Interior mirando hacia el oeste desde el coro

San Urbano es un ejemplo de la arquitectura gótica francesa de este período, uno de los principales testimonios del estilo gótico radiante, que se desarrolla en París y el norte de Francia desde mediados del siglo XIII. El edificio no tiene como objetivo causar un efecto monumental, como los primeros edificios góticos, pero a cambio se le ha llamado una «delicada jaula de cristal»
y también el «Partenón de Champaña».
El edificio hace un uso espectacular de la tracería y las formas atenuadas. La planta interior es compacta, con una corta nave de tres tramos, un transepto que no sobresale de las paredes laterales y una cabecera rechoncha que termina en tres ábsides poligonales. No hay deambulatorio. El exterior tiene gabletes perforados con puntas afiladas, contrafuertes estrechos con muchos pináculos y arbotantes calados. El diseño aéreo fue copiado en adelante por las iglesias góticas. El efecto es visualmente complejo, tal vez discordante.
En el interior se eliminó el triforio y se concentró el interés en el refinamiento de los detalles. Un importante ciclo de vitrales se desarrolla en todo el edificio.

### Estructura
Al igual que el otro gran edificio radiante en el norte de Francia, la Sainte-Chapelle de París, la iglesia de San Urbano de Troyes magnifica la estructura arquitectónica. Todos los elementos portantes están subrayados con fuerza, para mostrar el esqueleto del edificio. Así, las columnas fasciculadas ascienden del fondo, sin interrupción, ganando directamente las bóvedas y afirmando la verticalidad de la construcción. Las fuerzas verticales son derivadas al exterior y retenidas por arbotantes.
Los principales elementos estructurales se construyen a partir de una resistente piedra caliza de Tonnerre, mientras que una tiza local más suave se utiliza para la mampostería llena de los muros.
El arquitecto Eugène Viollet-le-Duc (1814–1879), quien lideró el renacimiento gótico del siglo XIX, consideraba que Saint-Urbain representaba el mejor ejemplo de un sistema de construcción en el que las columnas que soportan la bóveda se extienden de forma continua en los arcos de la bóveda, sin los masivos capiteles románicos de los periodos tempranos.

### Interior
En el interior es donde se despliega toda luz gracias al espacio dejado a las vidrieras y a la simplificación del alzado, que no tiene los tres niveles entonces habituales en el llamado gótica clásica, es decir, grandes arcadas, triforium y vanos altos. Aquí sólo hay dos niveles, grandes arcadas y ventanas altas. Esta disposición refuerza la posición de las ventanas, que ocupan todos los emplazamientos que no se dedican a la estructura portante. Se trata de una iglesia formada solo por elementos portantes y vidrio.
Las paredes interiores tienen dos patrones diferentes. El ábside tiene dos niveles de ventanas acristaladas, que crean una zona luminosa alrededor del altar, sobre una base de mampostería plana. Hay un pasaje sobre la planta baja detrás de una pantalla de tracería abierta cuyos montantes se elevan hasta el clerestorio de arriba. El santuario, el transepto y la nave tienen una arcada de constitución fuerte en el nivel inferior soportado por pilares compuestos, por encima de los cuales se eleva un clerestorio de similar altura. Los dos patrones están unificados por el marco de secciones rectilíneas de muros y la rejilla de elementos verticales y horizontales.

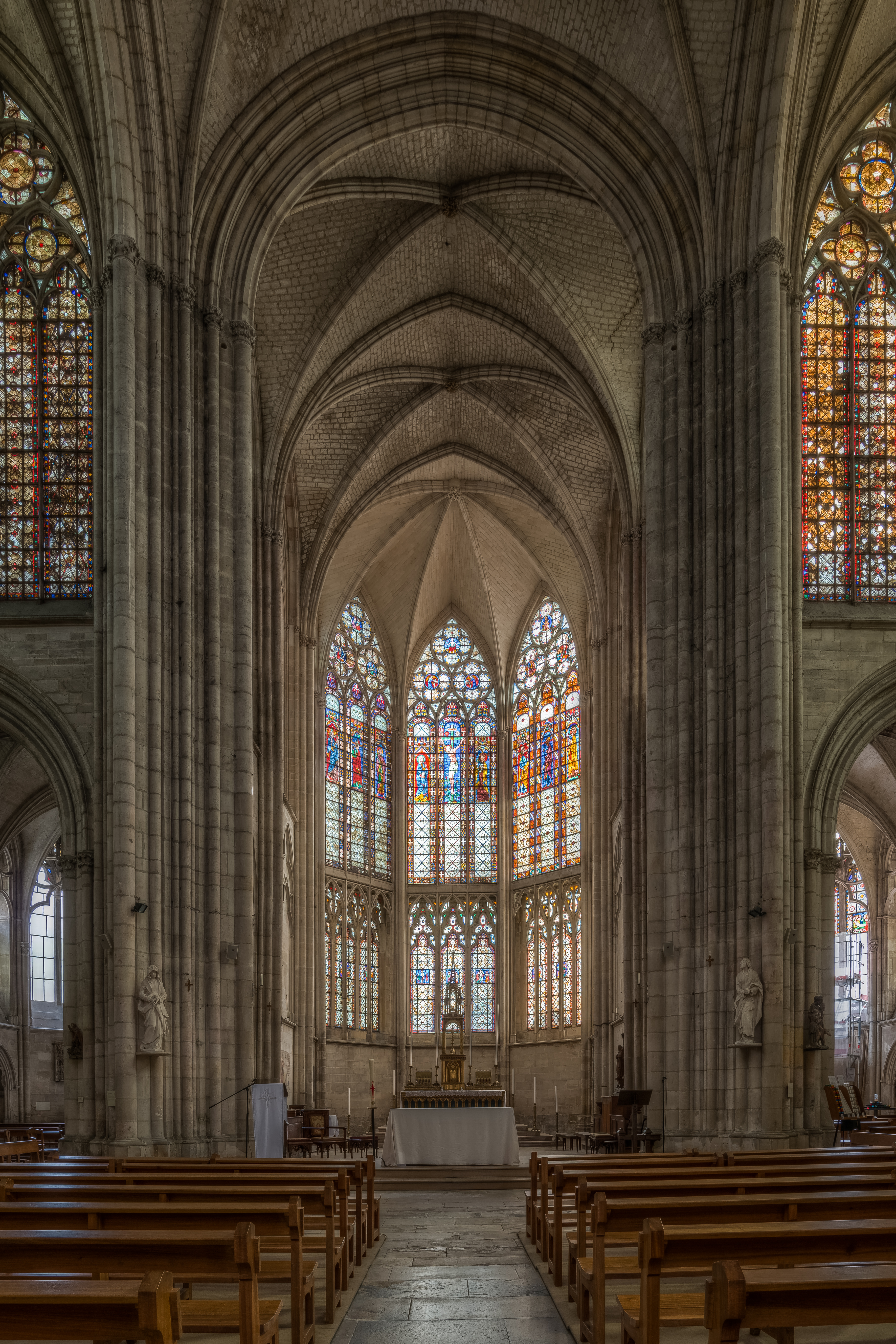
Nave
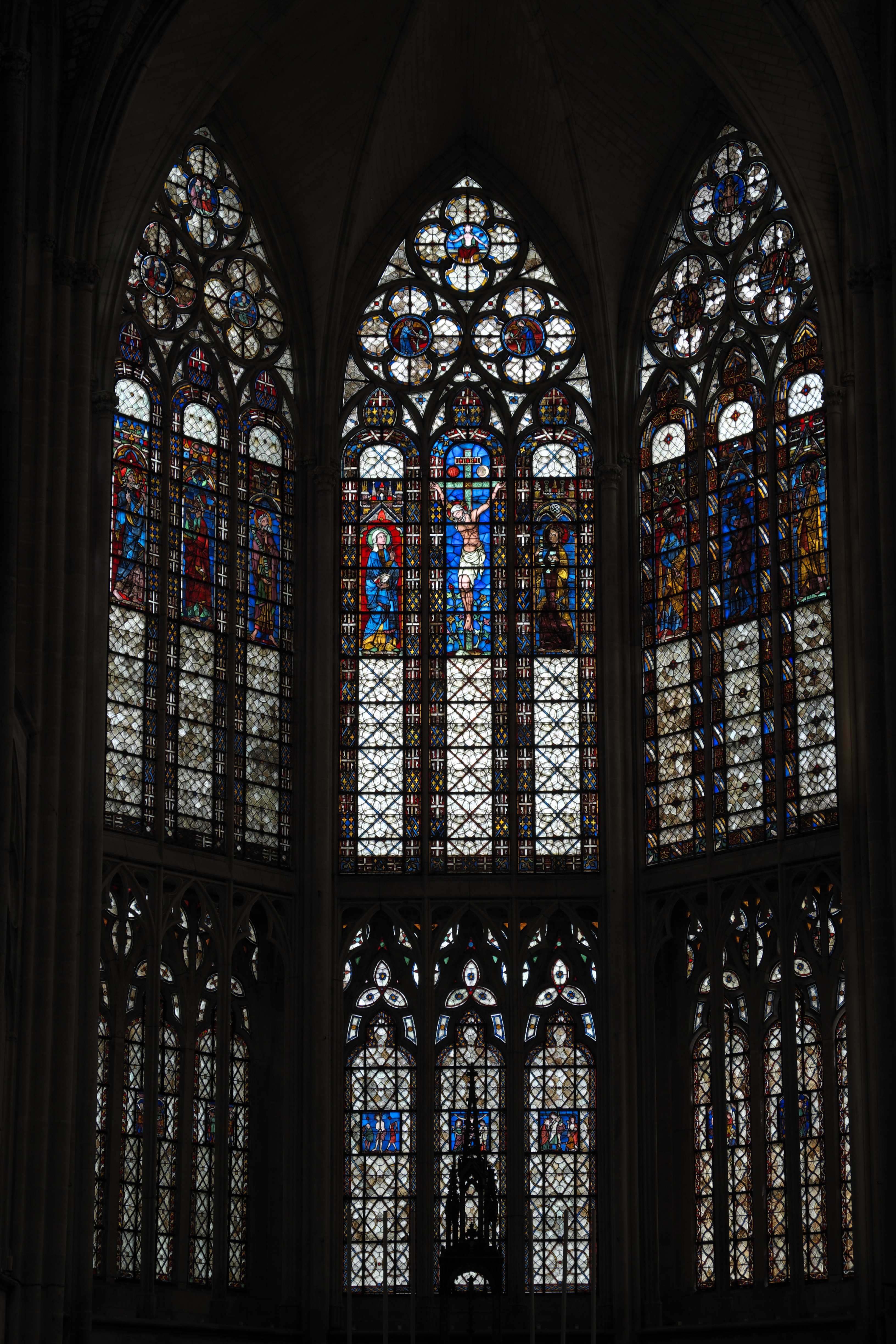
Vidrieras del coro
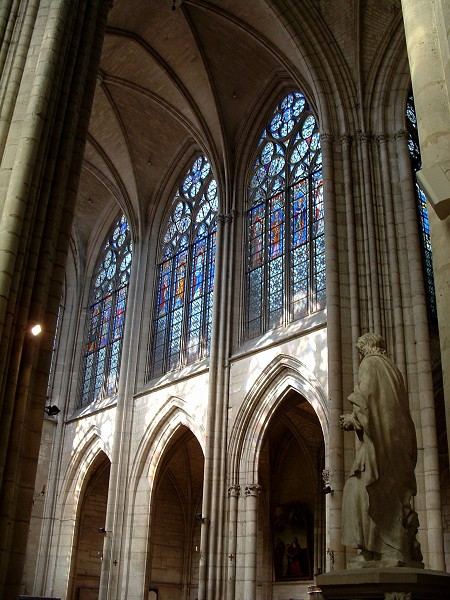
Nave
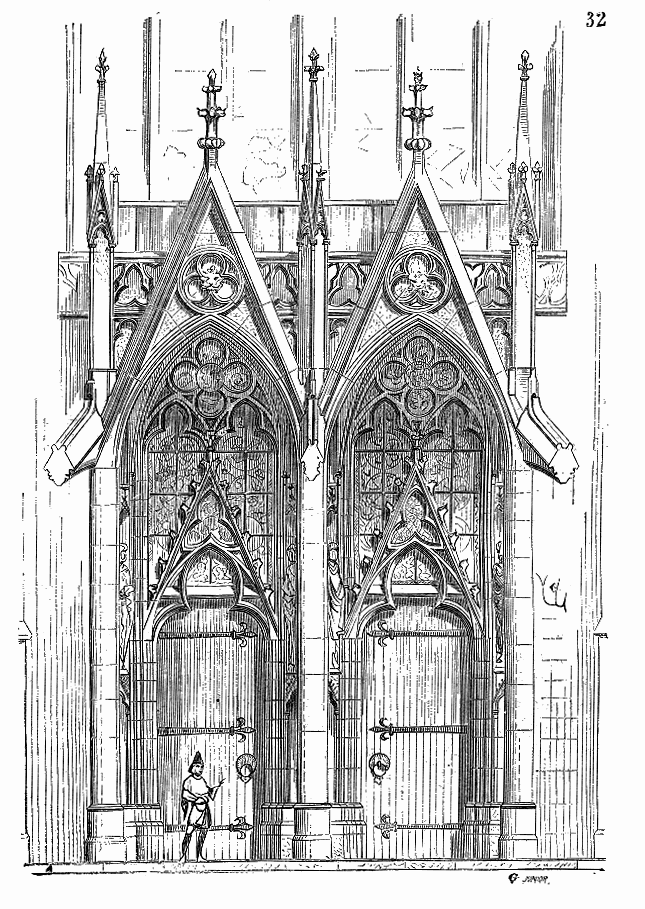
Porches

### Portal
La basílica tiene tres portales del siglo XIII, el portal occidental dividido en tres partes tiene un tímpano con el tema del Juicio Final. El portal septentrional está protegido por un increíble dosel de piedra.

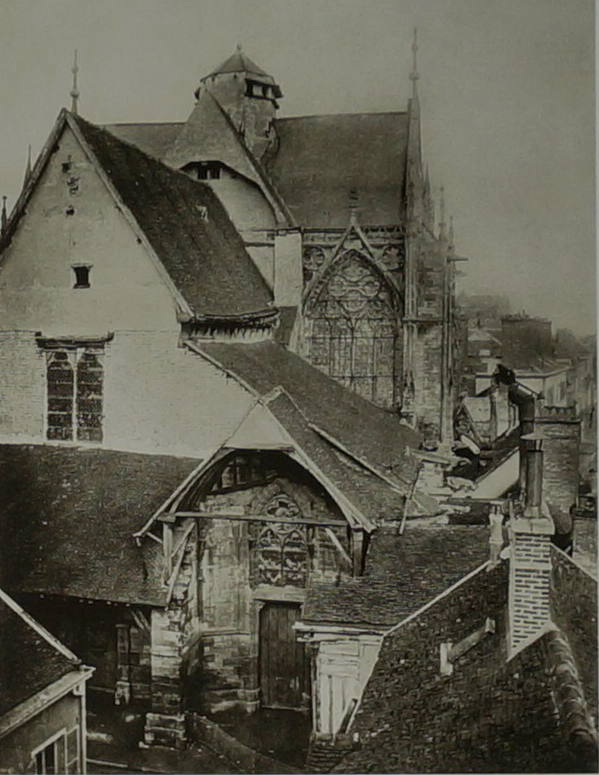
El portal occidental y la plaza a mitad del siglo XIX
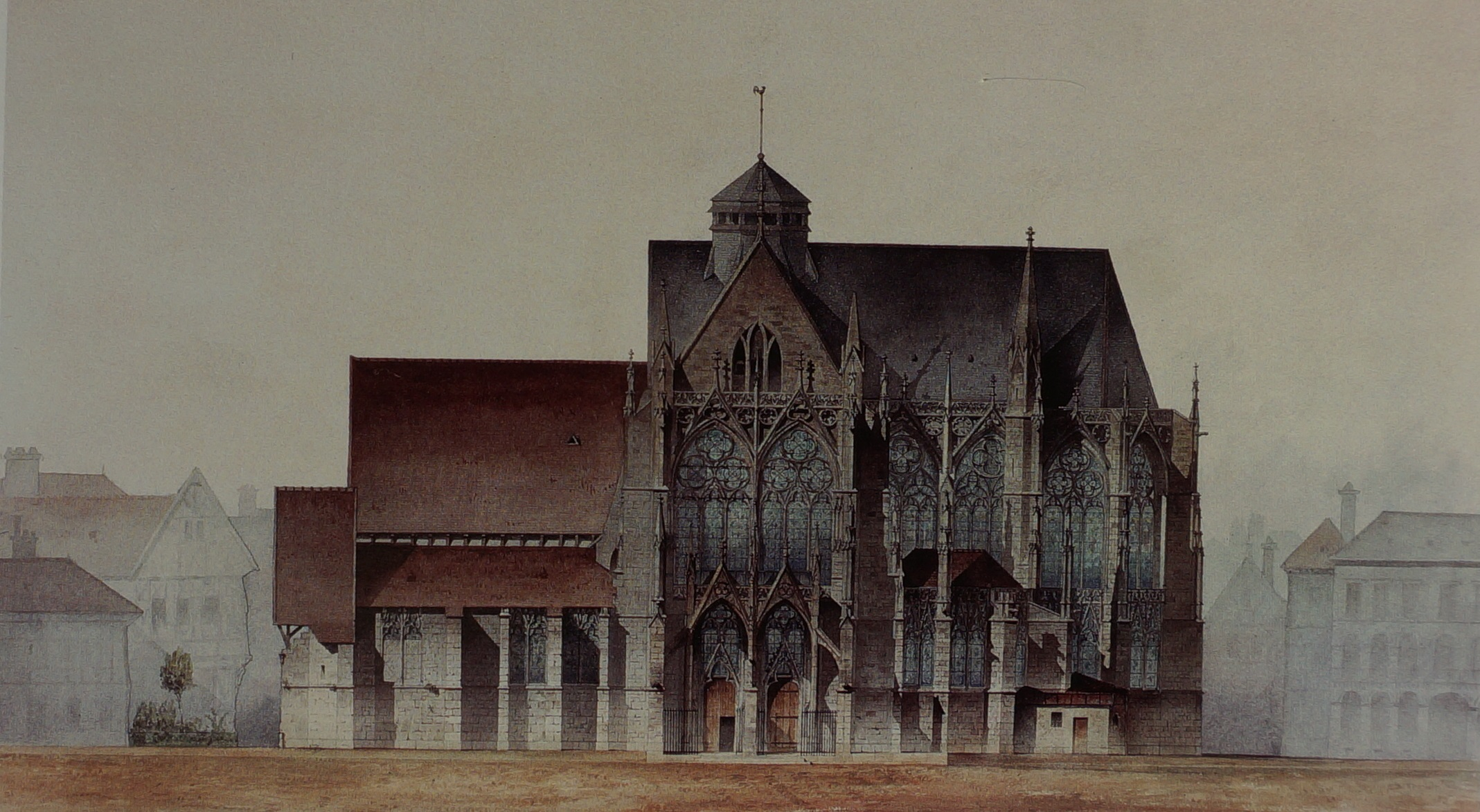
Vista desde el sur en el siglo XIX
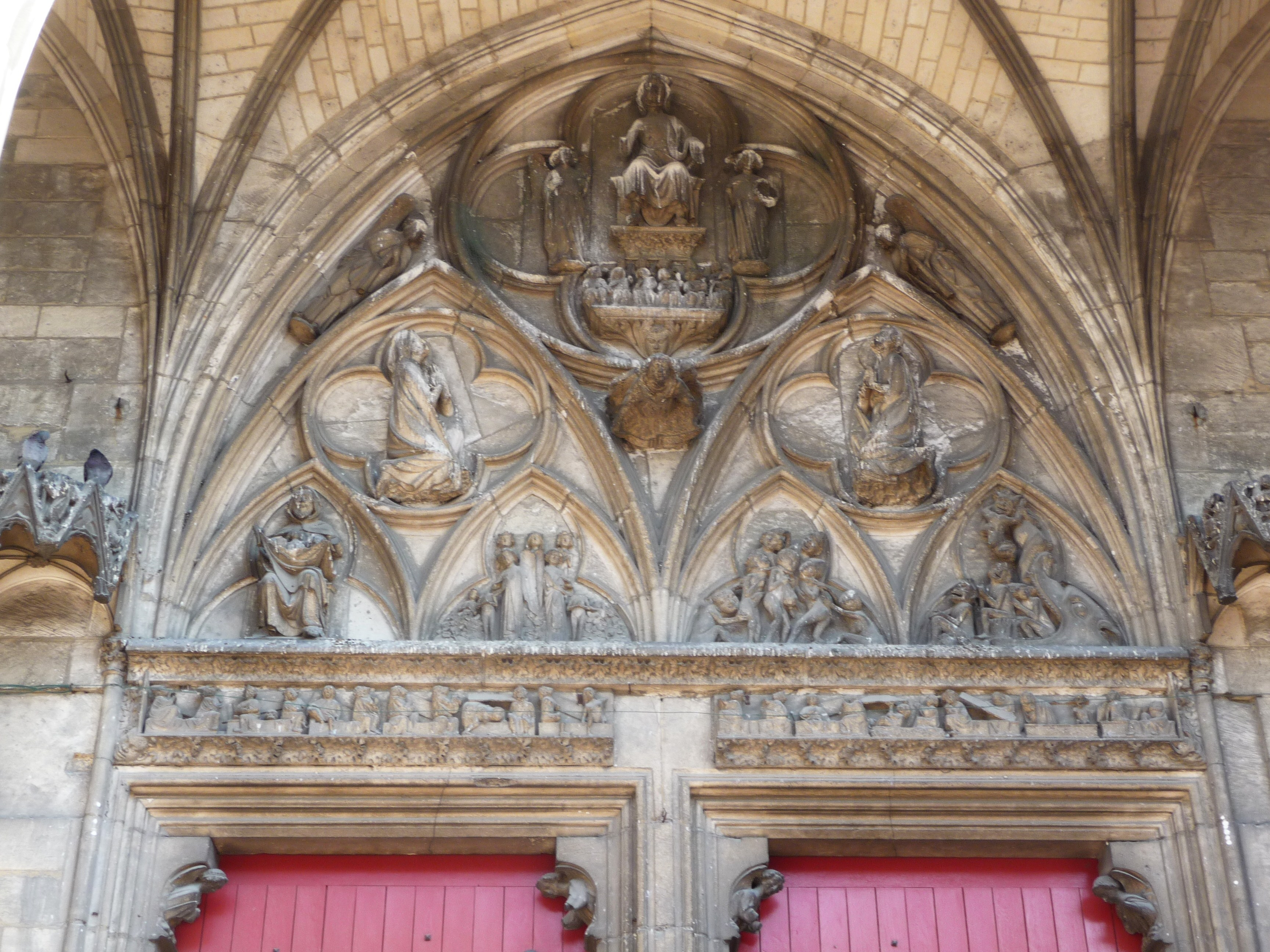
Tímpano del Juicio Final
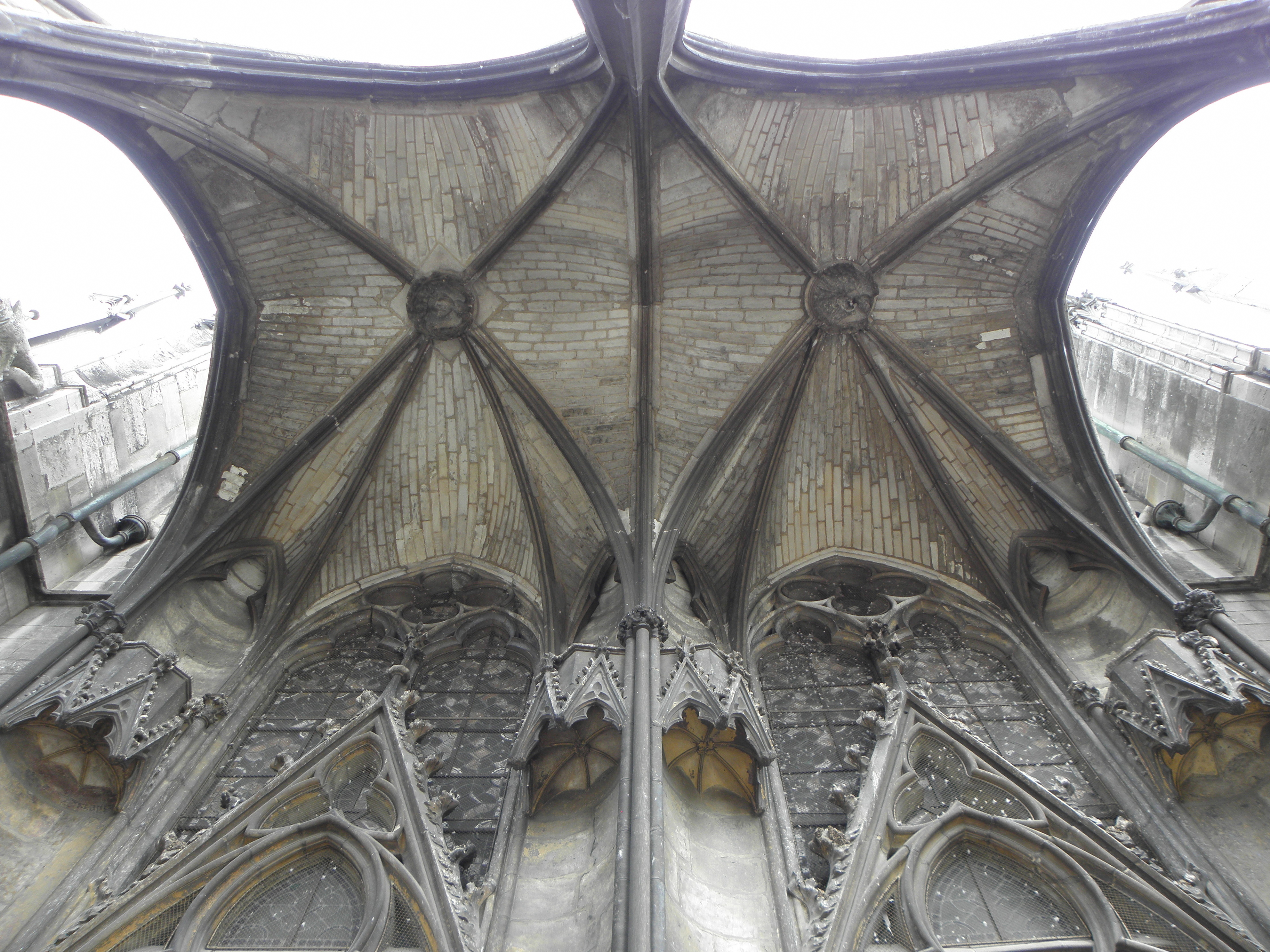
Protección del portal

### Ventanas con vidrieras
El sobrio y elegante interior de la iglesia se llena con la luz que entra por las enormes ventanas. El acristalamiento original de la iglesia siguió el nuevo estilo de ventanas en banda, con composiciones coloreadas sobre grandes campos rectangulares rodeados de grisalla brillante. Este sistema fue utilizado para representaciones narrativas tanto en los niveles superior e inferior.
Viollet le Duc fechó las vidrieras de la iglesia hacia 1295, pero el ornamento en sus bordes y la grisalla corresponde a una tradición anterior. Cuenta con una planta con líneas cruzadas, como las de Merton College, Oxford, pero tiene un sencillo patrón de plomo e incluye mucho follaje natural.
Las ventanas del coro, y otras en la iglesia, datan del acristalamiento original de 1264–1266. Fueron gravemente dañadas durante el incendio de 1266, pero todavía muestran dos filas de figuras a todo color. Jane Hayward considera que las ventanas «muestran la reutilización de las figuras que sobreviven por dos maestros, uno que prefiere las figuras alargadas en pañería ancha... y otra más arcaico y regional (con plomo en los ojos)». Por alguna razón, las ventanas no representan ni a Santa Cecilia ni a San Urbano, aunque tapices de estos santos estaban destinados a ser colgado en el coro. Las ventanas originales fueron restaurados en 1992 por Le Vitrail de Troyes. Las otras ventanas datan de finales del siglo XIX o principios del siglo XX.

### Esculturas

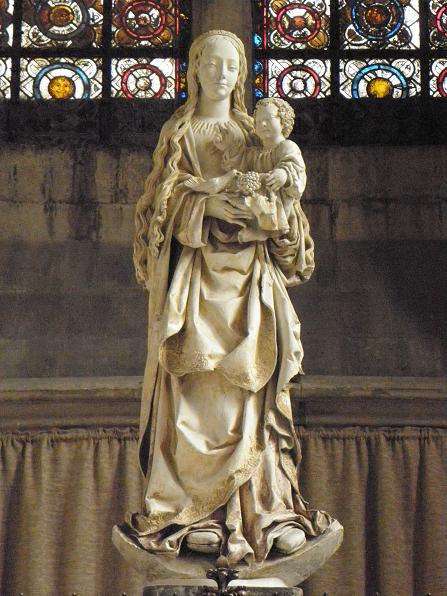
Virgen del racimo, de pie sobre un trozo de luna, símbolo de la pureza. Lleva en el brazo izquierdo al niño Jesús, que tiene un racimo de uvas y bendice con la mano derecha. Su madre lleva una anilla en los cabellos que caen en cascada ondulada sobre su sencilla capa. Esta capa aún conserva restos de policromía y un borde bordado. No oculta totalmente sus zapatos en gueule de vache. Ambos tienen los ojos semicerrados, inclinados y ligeramente oblicuos. Esta escultura se clasifica como monumento histórico.

La piscina de San Urbano, que data de 1265, es inusualmente grande. Es una cavidad de piedra tallada dispuesta en el coro donde se disponen las ampollas que contienen los aceites sagrados, y que está perforada con agujeros por los que drenan las aguas usadas en las ceremonias de purificación. A la piscina se accede a través de dos ventanas altas por encima de las cuales hay decoraciones en trébol con tres escenas: la bendición de Jesús a la Virgen, en el centro; Urbano IV presentando el coro de la iglesia, a la izquierda; y el cardenal Ancher presentando el transepto, a la derecha. Por encima de estas decoraciones, que fueron dañadas durante la Revolución Francesa, hay una representación tallada de soldados armados, clérigos y trabajadores que luchan por defender los muros de una ciudad medieval contra sus enemigos. Hay un magnífico Juicio Final del siglo XIII en el frontón.
Las ferias de Champagne hicieron de Troyes una ciudad próspera antes de la Guerra de los Cien Años (1337–1453). Con el retorno de la paz en la mitad del siglo XV la ciudad se recuperó y florecieron sus talleres de manufactura de escultura, pinturas y vidrieras . El estilo escultórico desde antes de las guerras fue restablecido, recuperando la tradición gótica de líneas limpias, expresiones faciales sencillas y ropas sobrias. A partir de la década de 1530 la influencia de los artistas del castillo de Fontainebleau comenzó a extenderse en la región. El estilo evolucionó bajo la influencia del Renacimiento, con estilos más elaborados para el cabello, poses más naturales y vestimentas más ricas. La estatua de la Virgen con Pasas en la capilla de la nave sur es un excelente ejemplo de la escuela de Troyes del siglo XVI. Sin embargo, algunos de los estudios en Troyes, como los del Maitre de Chaource, se resistieron a estas innovaciones y continuaron creando obras de gran calidad en la pura tradición gótica.
Además de un yacente de la familia Cauchon-Maupas, por encima se encuentra el blasón con el grifo de oro alado de plata, para tocar el coprs, una filacteria en latín «dejame reposar un poco hasta que llegue el día deseado», pasaje de Job XIV, 6. Hay estatuas procedentes del antiguo convento de los Franciscanos. Estas estatuas, Juan, la Virgen, que serían partes de un calvario; son del siglo XVI o de principios del siglo XVII.

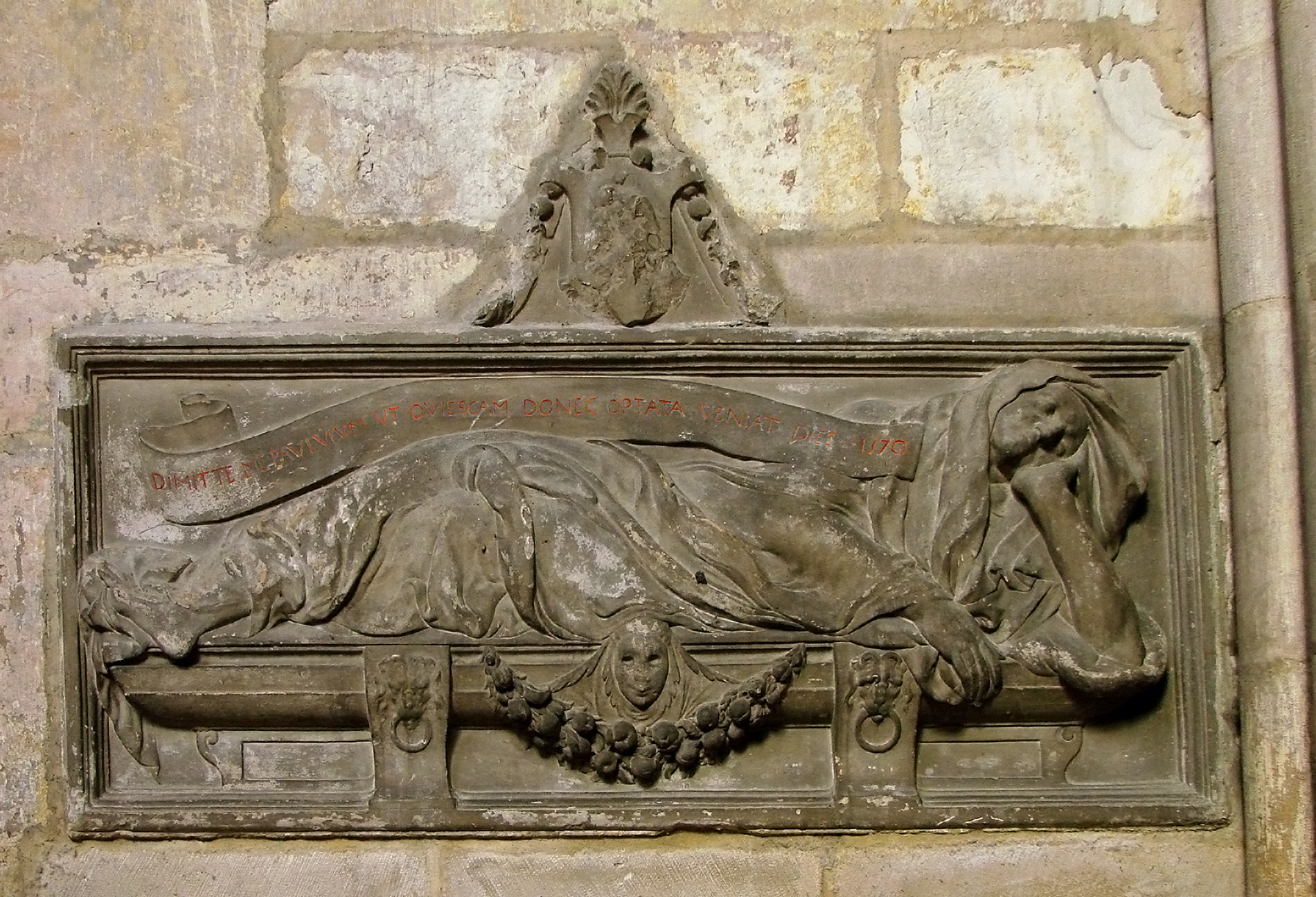
Transito de la familia Cauchon-Maupas, 1570
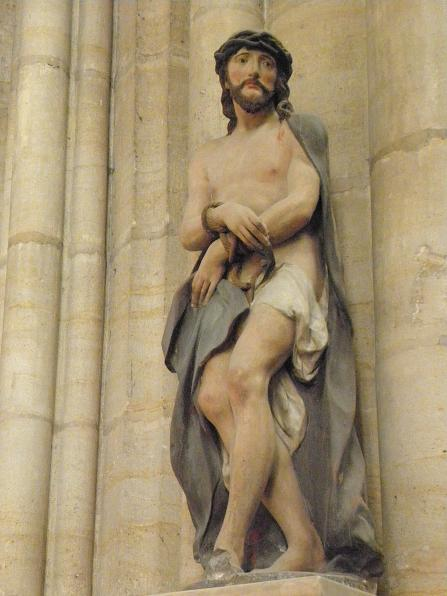
Ecce homo.
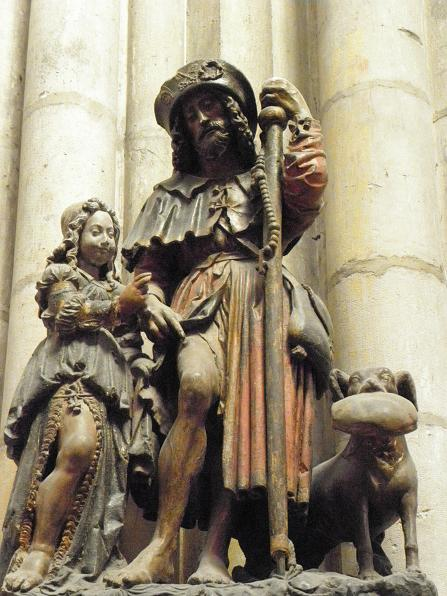
Santa Roca.
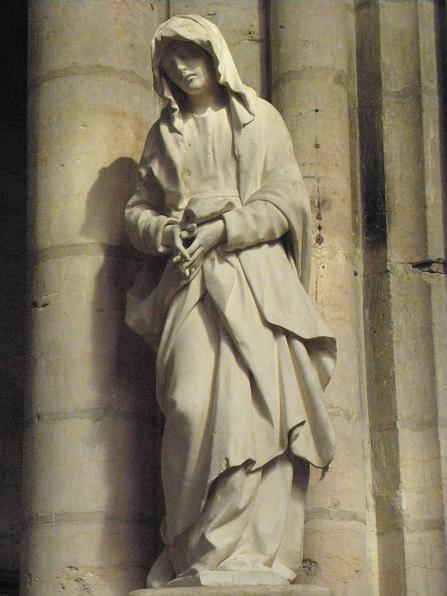
Virgen[27] et
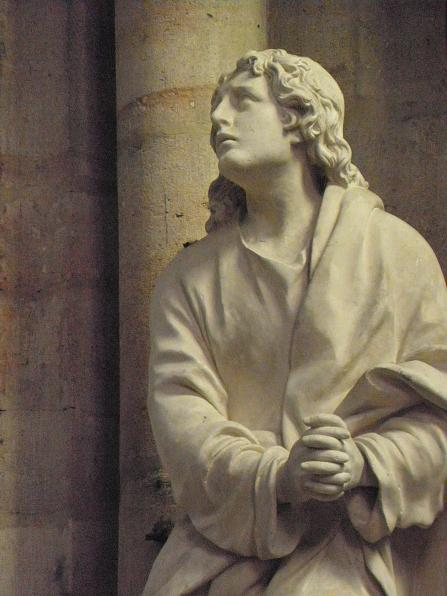
Juan en el calvario

Detalles exteriores
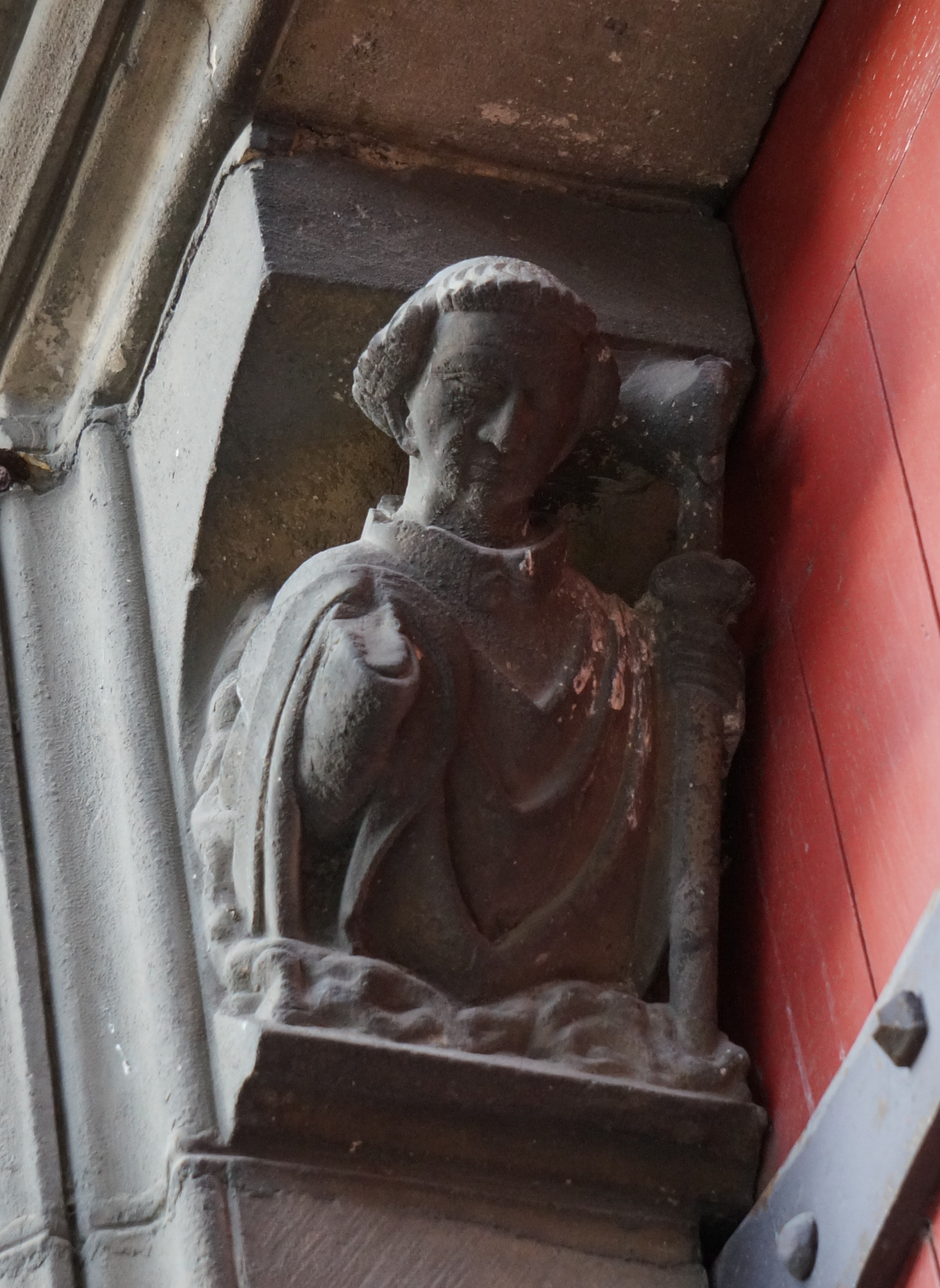
ange du portail occidental.
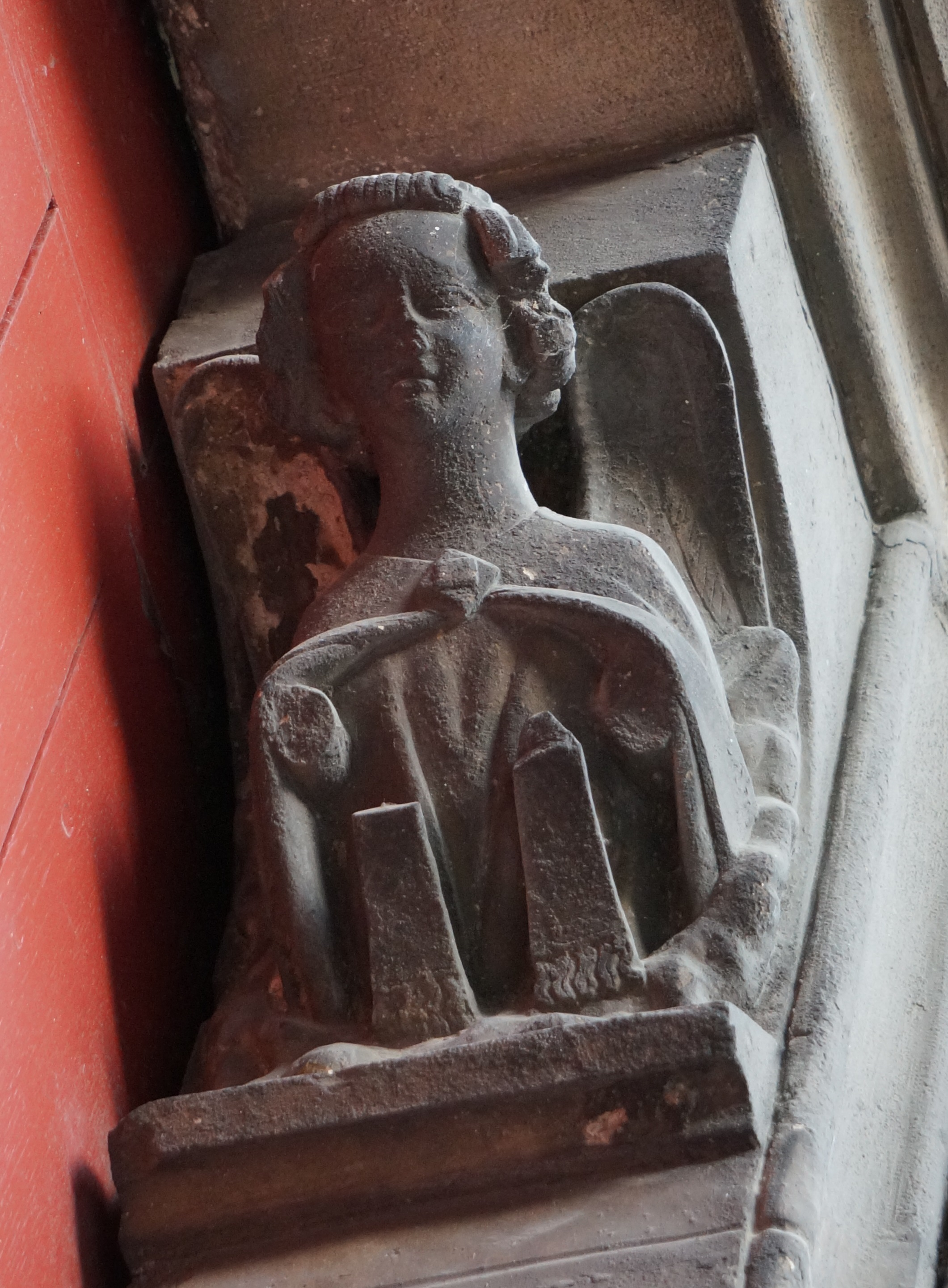
idem.
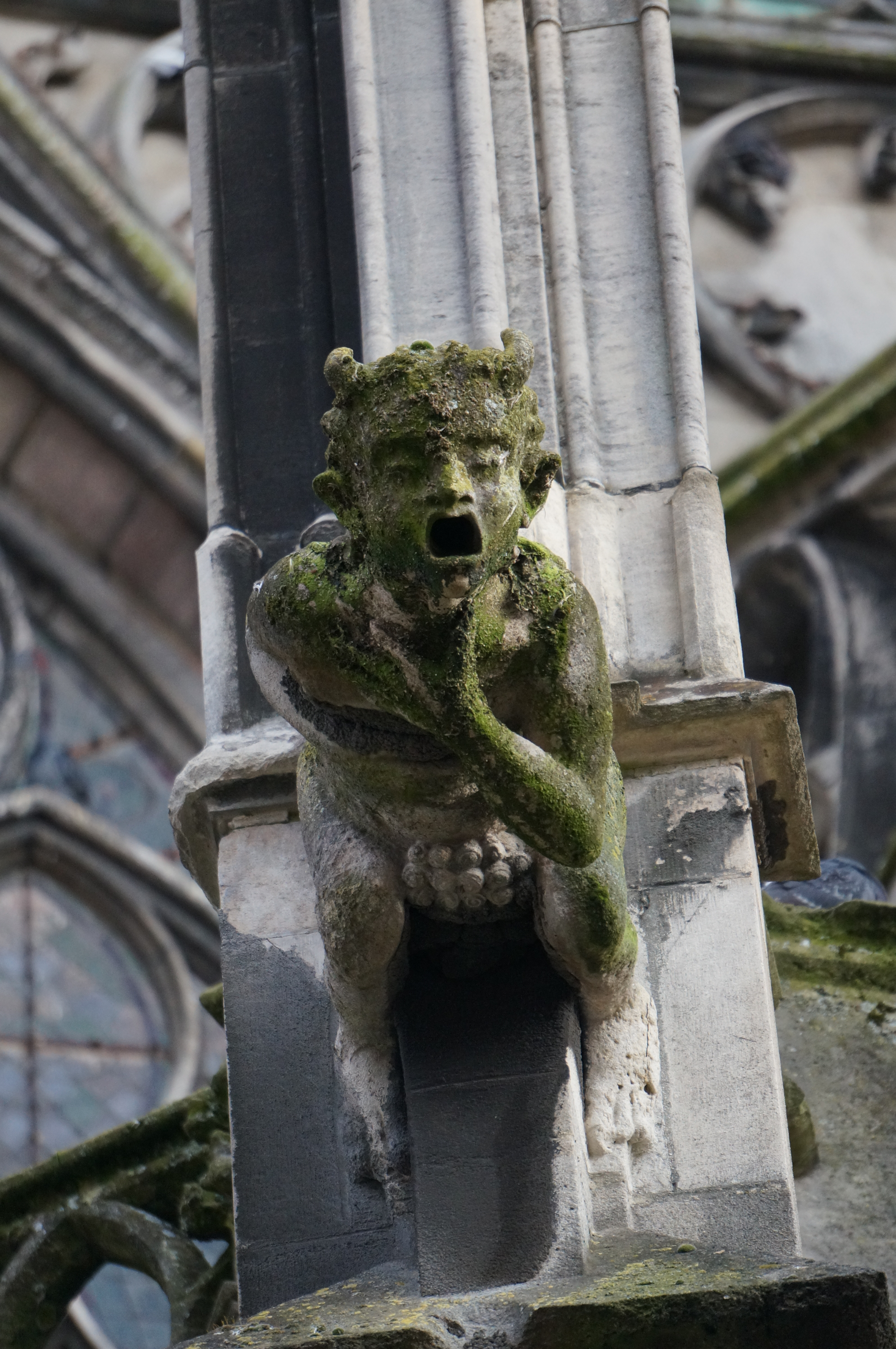
Gargouille.
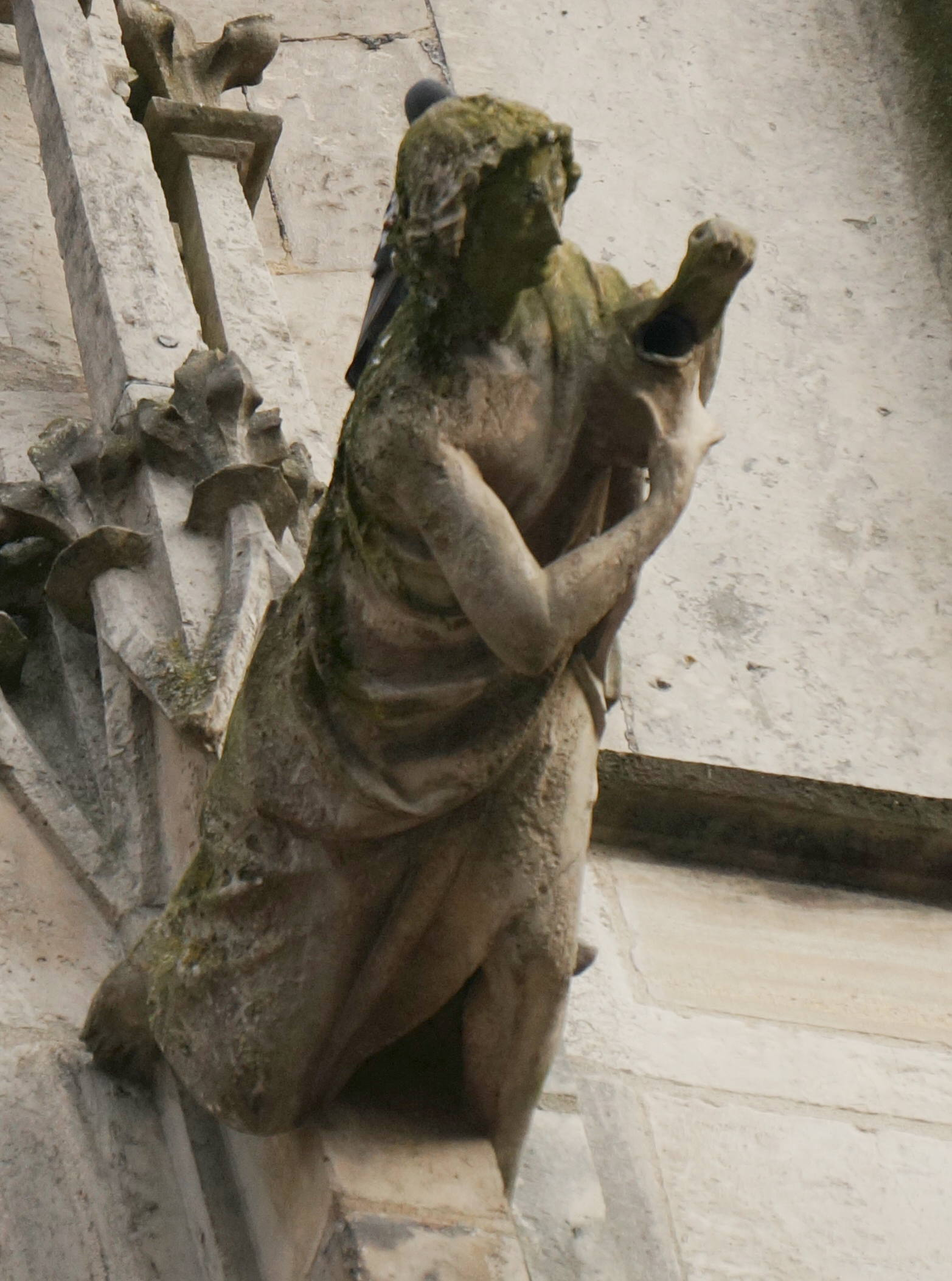
Verse eau.
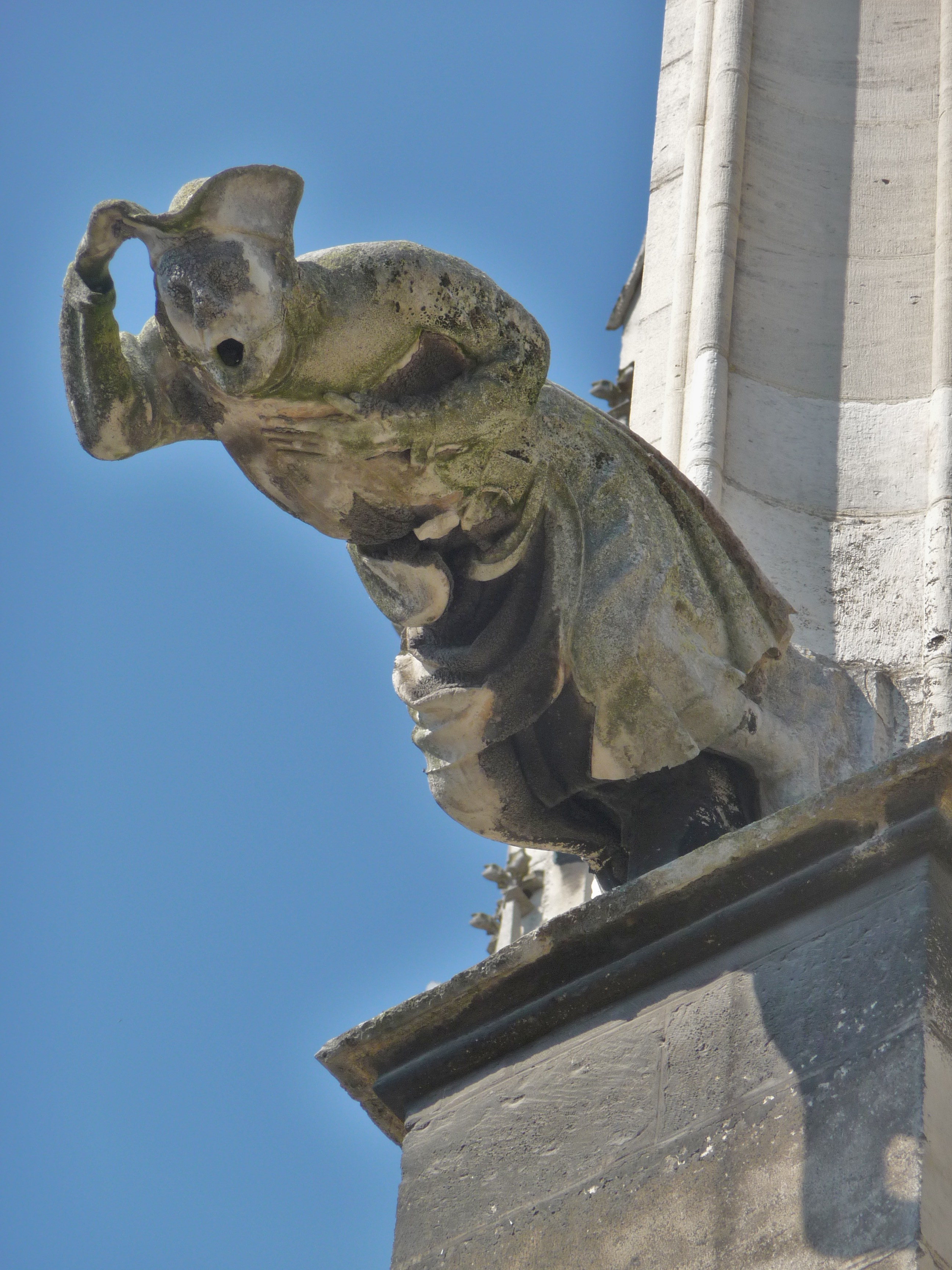
Clerc en gargouille.

### Tapices
Pierre Desrey (ca.1450–1514) dio instrucciones para el diseño de tapices que representasen las leyendas de San Urbano y de Santa Cecilia para la iglesia, pero dejó mucho a la discreción del artista. Los tapices aparentemente nunca fueron tejidos. En 1783 J. C. Courtalon-Delaistre escribió acerca de la iglesia, «antiguas tapicerías representando la vida de Urbano IV rodean el coro. Aquí se ve a su padre trabajando en el oficio de zapatero y su madre arrollando su rueca. Se hicieron en 1525, a expensas del canon Claude de Lirey llamado Boullanger».(